# Herning
Herning ( poslech) je město v Dánsku v regionu Midtjylland na Jutském poloostrově. Je to také sídlo stejnojmenné obce. V roce 2024 1. ledna mělo 51 312 obyvatel včetně předměstských částí Tjørring, Snejbjerg, Lind, Birk, Hammerum a Gjellerup, čímž se řadilo na 11. místo mezi aglomeracemi v Dánsku.

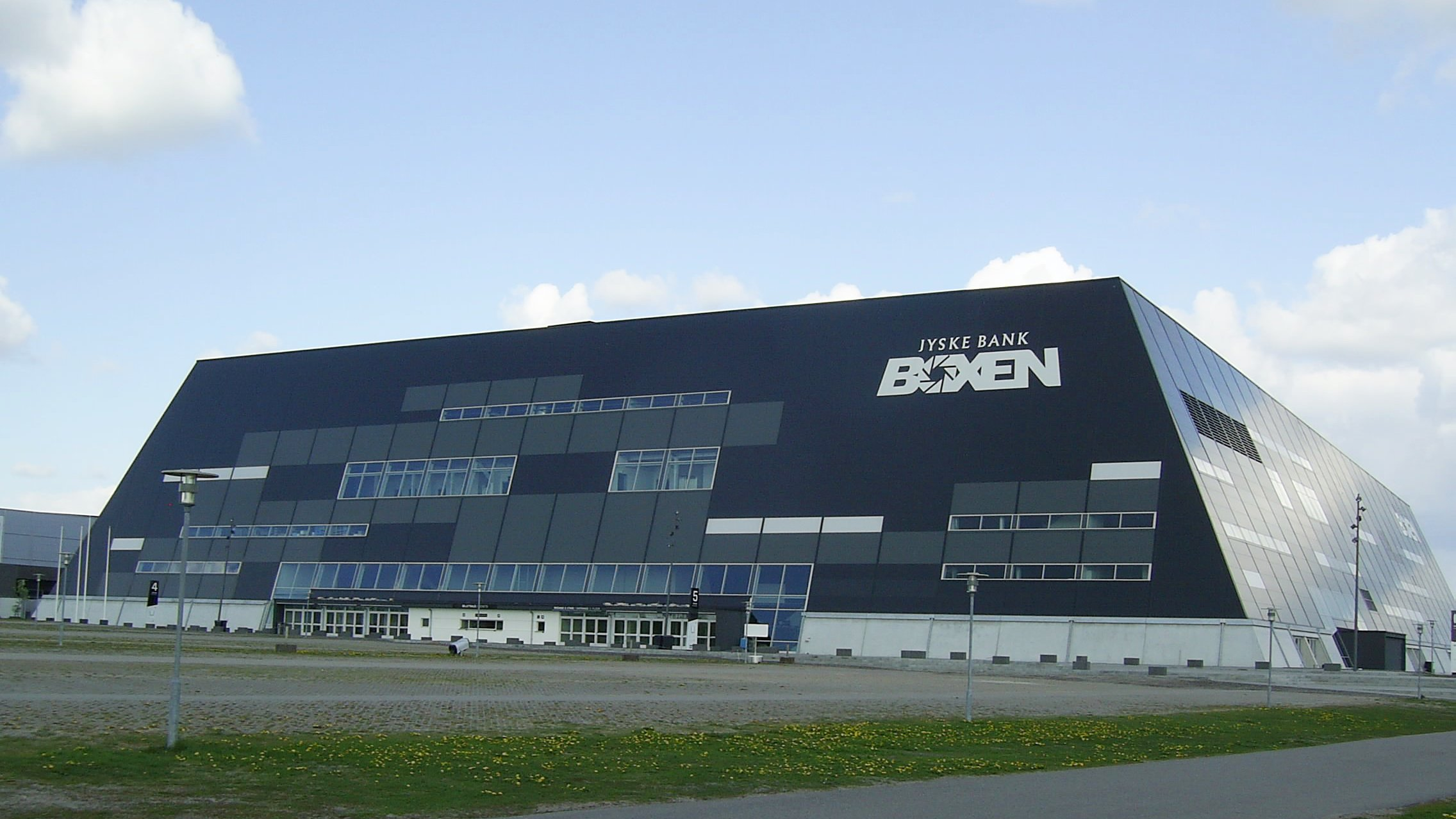
Multifunkční hala Jyske Bank Boxen

V roce 2018 se zde (a v hlavním městě Kodani) uskutečnilo 82. mistrovství světa v ledním hokeji. Bylo to vůbec poprvé v historii, kdy Dánsko uspořádalo světový hokejový šampionát. Podruhé se zde mistrovství světa v ledním hokeji konalo v roce 2025.

## Historie
V roce 1682 se vesnice Herning skládala z devíti farem. Způsob obdělávání půdy bylo pastvinné hospodaření bez nároků na rentu. 
Kultivace vřesovišť na počátku 19. století vedla k nárůstu populace a Herning se postupně stal obchodním centrem. 
V roce 1840 měl Herning pouze 21 obyvatel, v roce 1860 zde žilo 101 obyvatel, 246 obyvatel v roce 1870 a v roce 1880 už měl 1 064 obyvatel.
Řídce osídlená a chudá vřesoviště ve středním a západním Jutsku měla dlouhou tradici ve výrobě vlny. Farmáři a pastýři pletli punčochy a další vlněné oděvy, které dále prodávali prodejci punčochového zboží. 
V roce 1876 byla ve městě postavena parní přádelna na vlnu, která se v roce 1896 stala oděvní továrnou. V roce 1877 se Herning stal konečnou stanicí železnice ze Skanderborgu do Silkeborgu. V posledních desetiletích 19. století prošlo město rychlým rozvojem: v letech 1887-89 byl románský středověký kostel zbořen a nahrazen novým kostelem. Hotel Eyde pochází z roku 1893 a soudní budova v Herningu je ze stejného roku.
Herning se stal tržním městem v roce 1913, v době, kdy se rozvoj dále zrychlil s mnoha novými textilními společnostmi a dalšími průmyslovými odvětvími v oblasti. Ve 20. století se také znatelně rozvinul železářský, kovodělný a nábytkářský průmysl. Herning měl střední školu, centrální nemocnici, seminář a určitou divadelní a hudební scénu.
Po druhé světové válce Herning pokračoval v růstu populace. V roce 1945 žilo v městysu 16 285 obyvatel, v roce 1950 měl 19 439 obyvatelstva a v roce 1965 již 29 580 obyvatel. Blízká původní obec Tjørring s 733 obyvateli byla v roce 1960 začleněna do města.
V roce 1982 byla jižně od města postavena velká kombinovaná teplárna Herningværket. Od té doby bylo v Herningu postaveno několik vysokých budov a náměstí bylo restaurováno v roce 1996.
Herning byl dvakrát jmenován v Dánsku městem roku: poprvé v roce 1965 za to, že je to město dobré pro život, a v roce 2003 za to, že je to město zábavy.

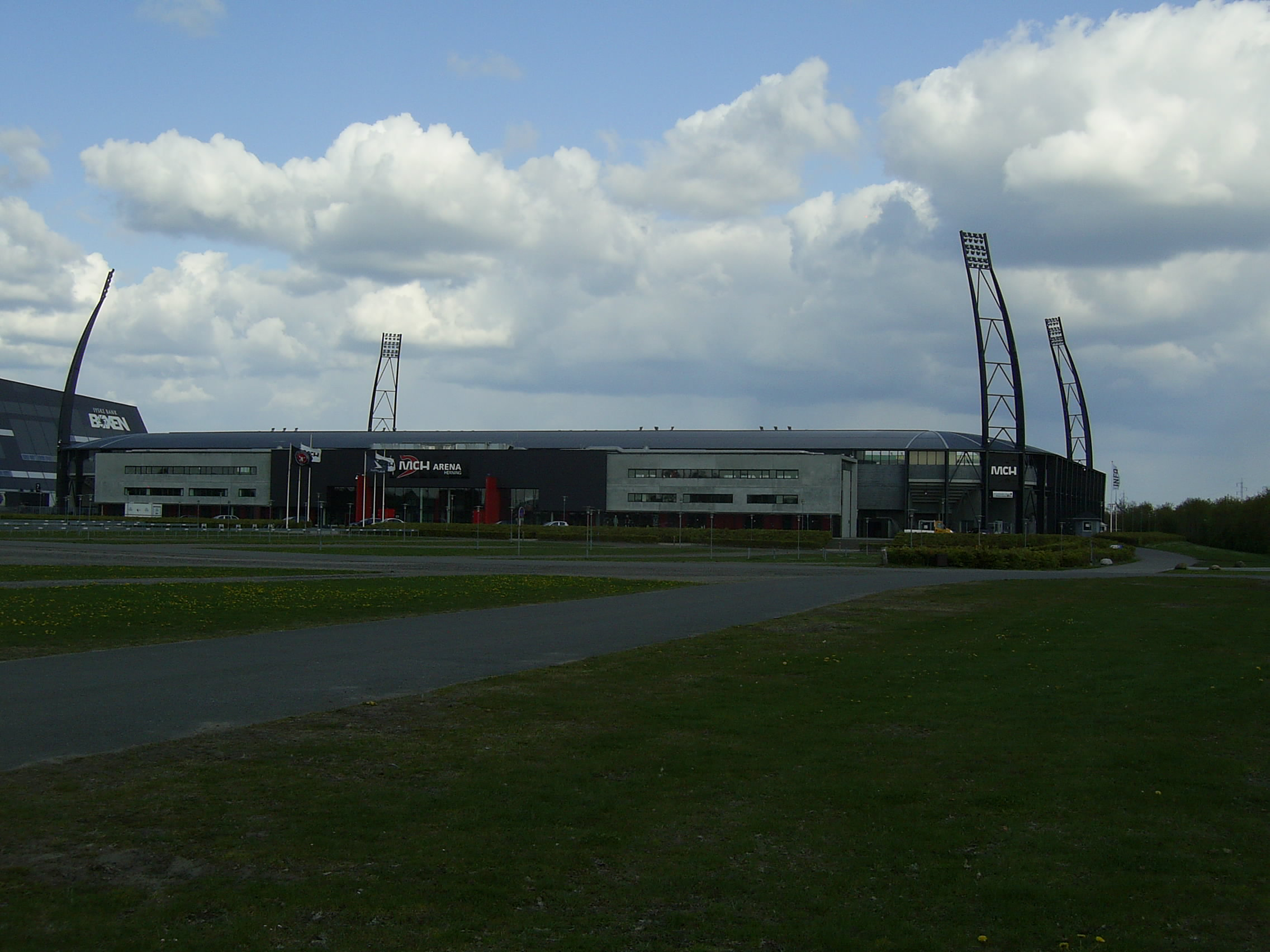
MCH Aréna

V roce 2004 byla slavnostně otevřena MCH Arena, což je fotbalový stadion poblíž výstaviště s kapacitou cca 12 000 diváků a je domovským hřištěm FC Midtjylland. V letech 2005-06 byla založena dvě nová jezera ke koupání, Fuglsang Sø a Holtbjerg Sø.
Herning je dnes známý i jako kongresové a veletržní město díky výstavišti Herning Exhibition Center. Velká víceúčelová hala Jyske Bank Boxen s kapacitou 12–15 000 slavnostně otevřela Lady Gaga v říjnu 2010, ale proběhly zde i zápasy i finále v mistrovství Evropy házené žen v prosinci 2010. 

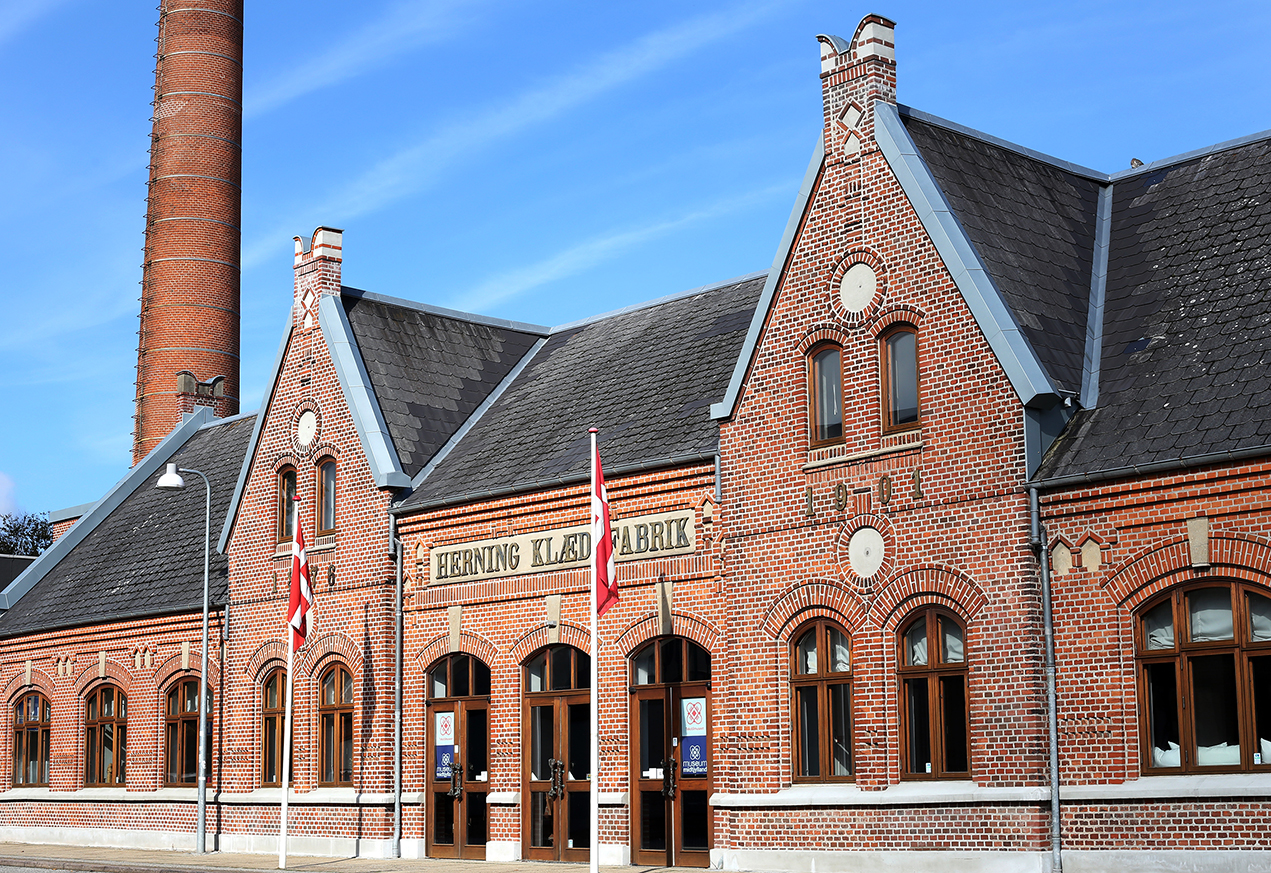
Textilní muzeum (2017)

Tradiční textilní průmysl dnes již není pro Herning tolik charakteristický, tak jako dříve, protože mnoho pracovních míst se přesunulo do zahraničí. V Herningu se nachází (2025) velká pobočka společnosti Danisch Crown, což jsou jedny z největších chovatelů a zpracovatelů vepřového masa v Dánsku.
Herning je dnes významným hospodářským centrem a rostoucím městem, na rozdíl od stagnujících oblastí ve středním a západním Jutsku. Herning je známý jako podnikavé obchodní město s velkým výběrem jak obchodních řetězců, tak specializovaných obchodů. 

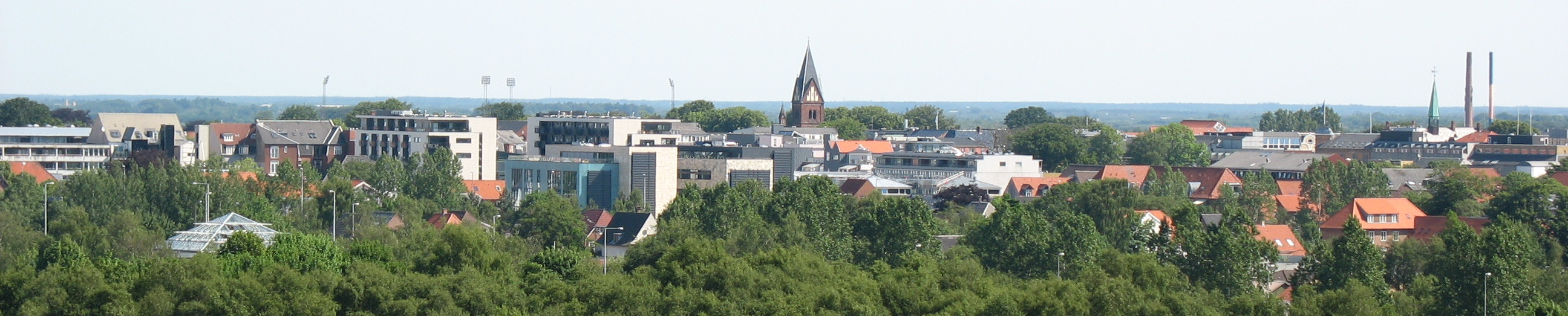
Pohled na Herning z centra